# Jessica-Bianca Wessolly
Jessica-Bianca Wessolly (Mannheim, 11 dicembre 1996) è una velocista tedesca.

## Palmarès
| Anno | Manifestazione  | Sede      | Evento      | Risultato  | Prestazione | Note                                     |
| ---- | --------------- | --------- | ----------- | ---------- | ----------- | ---------------------------------------- |
| 2017 | Europei U23     | Bydgoszcz | 4×100 m     | Batteria   | dnf         |                                          |
| 2018 | Europei         | Berlino   | 200 m piani | Semifinale | 23"26       |                                          |
| 2019 | World Relays    | Yokohama  | 4×200 m     | 5ª         | 1'34"92     |                                          |
| 2019 | Universiadi     | Napoli    | 100 m piani | Semifinale | dns         |                                          |
| 2019 | Universiadi     | Napoli    | 200 m piani | Argento    | 23"05"      | Miglior prestazione personale stagionale |
| 2019 | Universiadi     | Napoli    | 4×400 m     | 6ª         | 3'34"66"    | Miglior prestazione personale            |
| 2019 | Mondiali        | Doha      | 200 m piani | Semifinale | 23"37       |                                          |
| 2019 | Mondiali        | Doha      | 4×100 m     | 5ª         | 42"48       | Miglior prestazione personale            |
| 2021 | Giochi olimpici | Tokyo     | 200 m piani | Batteria   | 23"41       |                                          |
| 2022 | Mondiali        | Eugene    | 200 m piani | Semifinale | 23"33       |                                          |
| 2022 | Europei         | Monaco    | 200 m piani | Semifinale | 23"47       |                                          |
| 2022 | Europei         | Monaco    | 4×100 m     | Oro        | 42"34       | [ 1 ]                                    |
| 2022 | Europei         | Monaco    | 4×400 m     | 5ª         | 3'26"09     | [ 1 ]                                    |
| 2024 | Europei         | Roma      | 200 m piani | Semifinale | 23"27       |                                          |
| 2025 | World Relays    | Guangzhou | 4x100 m     | Finale     | dnf         |                                          |

## Altre competizioni internazionali
2019
- Bronzo agli Europei a squadre ( Bydgoszcz), 200 m piani - 23"15
- 4ª agli Europei a squadre ( Bydgoszcz), 4×100 m - 43"76